# Alfred Fehrling
Johan Alfred Fehrling, född 29 augusti 1875 i Brålanda, Älvsborgs län, död 30 november 1956 i Högalid, Stockholm, var en svensk orgelbyggare i Stockholm.

## Biografi
Fehrling föddes 29 augusti 1875 på Rud i Brålanda, Älvsborgs län. Han var son till soldaten Fredrik Fehrling och Maja Cajsa Johansdotter. 1889 flyttade familjen till Billingefors i Steneby. Där började hans pappa att arbeta som snickare. År 1900 flyttade familjen till Falun. Fehrling flyttade 1903 till Stockholm. Han arbetade som orgelbyggare i Sundbyberg. Fehrling gifte sig 26 december 1909 med Agda Margareta Österlund (född 1873). Fehrling avled 30 november 1956 i Högalid, Stockholm.

## Lista över orglar
| År   | Ursprunglig kyrka       | Stift      | Bild | Manualer | Pedal        | Stämmor | Bevarad orgel/fasad | Övrigt |
| ---- | ----------------------- | ---------- | ---- | -------- | ------------ | ------- | ------------------- | --- |
| 1920 | Nacka kyrka             | Stockholms |      |          |              | 17      | Nej/Ja              | Fasadens som användes till orgeln var från 1892 år orgel av Åkerman & Lund, Stockholm. En ny orgel byggdes 1968 av Olof Hammarberg, Göteborg.           |
| 1921 | Ankarsrums kyrka        | Linköpings |      | 2        | Självständig | 8       | Nej/Ja              | En ny orgel byggdes 1976 av Nils-Olof Berg, Nye. |
| 1922 | Enskede kyrka           | Stockholms |      | 2        | Självständig | 11      | Nej/Ja              | Orgeln byggdes till 1941 av Anders Holmberg, Stockholm och hade då 18 stämmor. En ny orgel byggdes 1976 av Richard Jacoby Orgelverkstad, Stockholm.     |
| 1925 | Linsells kyrka          | Härnösands |      | 2        | Självständig | 7       | Nej/Ja              | En ny orgel byggdes 1951 av E A Setterquist & Son Eftr., Örebro.                                                                                        |
| 1926 | Boo kyrka               | Stockholms |      | 2        | Självständig | 19      | Nej/Nej             | Orgeln omdisponerades 1961 av Richard Jacoby Orgelverkstad, Stockholm. En ny orgel byggdes 1989 av Nye Orgelbyggeri AB, Nye.                            |
| 1926 | Skånela kyrka           | Uppsala    |      | 2        | Självständig | 10      | Nej/Nej             | Orgeln omintonerades 1957 av Paulsson, Uppsala. En ny orgel byggdes 1972 av Grönlunds Orgelbyggeri AB, Gammelstad.                                      |
| 1929 | Gryta kyrka             | Uppsala    |      | 2        | Självständig | 14      | Nej/Ja              | Fasaden som användes till orgeln byggdes 1838 av Pehr Gullbergson, Lillkyrka. En ny orgel byggdes 1970–1971 av Åkerman & Lund Orgelbyggare AB, Knivsta. |
| 1929 | Lerbo kyrka             | Strängnäs  |      | 2        | Självständig | 12      | Ja/Ja               | Orgeln är pneumatisk med fasad från 1855 års orgel av Carl Gustaf Cederlund, Stockholm. Den omdisponerades 1945 av Olof Hammarberg, Göteborg.           |
|      | Karlskoga missionskyrka |            |      | 2        | Självständig | 14      | Ja/Ja               | Orgeln är pneumatisk. Den flyttades 1957 av Nils Annmo, Taberg till Österbymo missionskyrka.                                                            |

### Ombyggnationer och reparationer
| År   | Ursprunglig kyrka | Stift      | Bild | Manualer | Pedal        | Stämmor | Bevarad orgel/fasad | Övrigt |
| ---- | ----------------- | ---------- | ---- | -------- | ------------ | ------- | ------------------- | --- |
| 1934 | Matteus kyrka     | Linköpings |      |          |              |         | Ja/Ja               | Fehrling byggde ut orgeln 1934. Orgeln var byggd 1892 av Åkerman & Lund, Stockholm. 1937 och 1947 utbyggdes och ombyggdes orgeln av Åkerman & Lund, Sundbyberg.                                            |
| 1935 | Östra Husby kyrka | Linköpings |      | 2        | Självständig | 23      | Ja/Ja               | Fehrling byggdes om orgeln till pneumatisk år 1935. Orgeln var byggd 1826 av Gustaf Andersson, Stockholm. Orgeln renoverades 1971 av Richard Jacoby Orgelverkstad AB, Stockholm och blev då åter mekanisk. |